# Hagsatera
Hagsatera é um género botânico pertencente à família das orquídeas (Orchidaceae).

## Espécies
1. Hagsatera brachycolumna (L.O. Williams) R. González (1974)
2. Hagsatera rosilloi R.González (1974)